# MG Metro 6R4
El MG Metro 6R4 fue un automóvil de carreras basado en el MG Metro con homologación de grupo B. Fue construido por Rover y compitió en el campeonato mundial de rally entre 1985 y 1986. Su mejor resultado fue el tercer puesto que logró el piloto británico Tony Pond, justamente durante el debut del coche, en el Rally de Gran Bretaña de 1985.
Rover decidió crear un coche sin turbo, demostrando que podía ser tan competitivo como el resto de automóviles del grupo B. Contrató a los ingenieros de Williams para construir el coche ya que no disponían de la financiación como el resto de marcas. Disponía de un motor central de 3 litros, que alcanzaba los 400 cv de potencia, y disponía de tracción a las cuatro ruedas. Contaba con grandes spoilers que generaban una gran carga aerodinámica. La falta de financiación de la marca impidió que el coche fuese un éxito. Debutó en el mundial en 1985 y compitió hasta 1986, una vez que los grupos B fueron prohibidos, logrando un solo podio, aunque si consiguió otros éxitos en competiciones nacionales, como el título de pilotos con Didier Auriol en 1986 en el campeonato francés.
Al igual que el resto de los automóviles del grupo B, el Metro 6R4 siguió compitiendo en competiciones de rallycross, siendo uno de los modelos con más éxito.